# Deutscher Schlager-Wettbewerb 1969
Der zweite Deutsche Schlager-Wettbewerb fand am Donnerstag, dem 3. Juli 1969, in der Rhein-Main-Halle in Wiesbaden statt und wurde von Dieter Thomas Heck moderiert. Veranstalter war der „Verein zur Förderung der deutschen Tanz- und Unterhaltungsmusik e. V.“. Die Sendung wurde live im Abendprogramm des ZDF und parallel vom Deutschlandfunk übertragen. Die Interpreten wurden vom Orchester Max Greger und den Rosy-Singers begleitet.

## Ablauf
Für den Schlager-Wettbewerb 1969 wurden zahlreiche Titel eingereicht. Davon wählte eine Jury 24 Titel aus. Sie wurden den Hörern des Deutschlandfunks vorgestellt. Ein Meinungsforschungsinstitut ermittelte daraus anschließend die 12 Titel für das Finale im ZDF. Die Reihenfolge der Auftritte beim Finale wurde ausgelost.
Nach Vorstellung der Titel wurde das Endergebnis durch Jurys in Berlin, Hamburg, Köln und München sowie den Hörern des Deutschlandfunks und den Zuschauern in der Rhein-Main-Halle Wiesbaden ermittelt. Nach Addierung aller Punkte stand als Gewinner Roberto Blanco, mit dem Titel Heute so, morgen so fest. Das Lied schrieben Gerd Schmidt (Musik) und Günter Loose (Text).
Die ZDF-Sendung von 1969 wurde 2006 zusammen mit den Schlagerwettbewerben 1968 und 1970 auf einer Doppel-DVD veröffentlicht.

## Die Teilnehmer 1969
| Platz | Start-Nr. | Titel                                          | Interpret                | Punkte | Musik               | Text                     |
| ----- | --------- | ---------------------------------------------- | ------------------------ | ------ | ------------------- | ------------------------ |
| 01.   | 02        | Heute so, morgen so                            | Roberto Blanco           | 99     | Gerd Schmidt        | Günter Loose             |
| 02.   | 05        | Stille Wasser, die sind tief                   | Paola                    | 90     | Günter Sonneborn    | Werner Raschek           |
| 03.   | 01        | Ein bißchen Goethe, ein bißchen Bonaparte      | France Gall              | 78     | Christian Bruhn     | Hans Bradtke             |
| 04.   | 09        | Ein Glück, daß man das Glück nicht kaufen kann | Pat Simon                | 72     | Kurt Hertha         | Rudi Bauer               |
| 05.   | 10        | Schließ Deine Augen und schau in mein Herz     | Bata Illic               | 71     | Joachim Heider      | Michael Holm             |
| 06.   | 04        | Texas-Cowboy-Pferde-Sattel-Verkäuferin         | Tonia                    | 66     | Horst-Heinz Henning | Max Mainzel              |
| 07.   | 06        | Komm an meine grüne Seite                      | Renate & Werner Leismann | 50     | Alexander Gordan    | Charles Gerard           |
| 08.   | 12        | Ich weiß, daß ich kein Engel bin               | Bonnie St. Claire        | 49     | Hans Blum           | Hans Blum                |
| 09.   | 11        | Wenn einer dir 1000 Küsse verspricht           | Gaby Berger              | 48     | Henry Mayer         | Hans Bradtke             |
| 10.   | 03        | Auf dem Wege nach Aschaffenburg                | Geschwister Jacob        | 46     | Gerd Schmidt        | Rolf Merz; Gerhard Hagen |
| 10.   | 07        | Alles rutscht mir aus den Händen               | Mary Roos                | 46     | Horst-Heinz Henning | Max Mainzel              |
| 12.   | 08        | Warum denn gleich aufs Ganze gehn              | Daniela                  | 44     | Hans Blum           | Carl-Ulrich Blecher      |

Nicht für die Endrunde qualifizierten sich:
- Wer schreibt heut’ noch Liebesbriefe, Agnetha
- Steigt einmal dein Puls auf 110, Ben Cramer
- Hey Mr. Sterndeuter, Waltraud Dirks
- Mach’s so wie ich und lache, Gissy Laine
- Venusmädchen, Tony Marshall
- Bayern ist nicht Texas, Beauty Milton
- Dreizehn grüne Bäume, Nilsen Brothers
- Wie aus dem Bilderbuch, Peter Orloff
- Der Mond hat seine Schuldigkeit getan, nun kann er gehn, Pompilia
- Alle Tage tanzen gehn, Sandra und Sharon
- Jeder hat die gleiche Chance, Teeny
- Liebe meines Lebens, Bob Telden

## Endergebnisübersicht nach Jurywertung Deutscher Schlagerwettbewerb 1969
| Titel                                           | Studio Hamburg | Studio Berlin | Studio München | Studio Köln | Deutschlandfunk Köln Hörerwertung | Saalergebnis | Summe | Platz |
| ----------------------------------------------- | -------------- | ------------- | -------------- | ----------- | --------------------------------- | ------------ | ----- | ----- |
| Heute so, morgen so                             | 14             | 9             | 2              | 9           | 28                                | 37           | 99    | 01.   |
| Stille Wasser, die sind tief                    | 6              | 7             | 12             | 12          | 29                                | 24           | 90    | 02.   |
| Ein bisschen Goethe, ein bisschen Bonaparte     | 8              | 5             | 0              | 4           | 43                                | 18           | 78    | 03.   |
| Ein Glück, dass man das Glück nicht kaufen kann | 0              | 1             | 0              | 7           | 52                                | 12           | 72    | 04.   |
| Schließ deine Augen und schau in mein Herz      | 0              | 3             | 0              | 5           | 36                                | 27           | 71    | 05.   |
| Texas-Cowboy-Pferde-Sattel-Verkäuferin          | 2              | 1             | 2              | 7           | 41                                | 13           | 66    | 06.   |
| Komm an meine grüne Seite                       | 1              | 0             | 0              | 1           | 42                                | 6            | 50    | 07.   |
| Ich weiß, das ich kein Engel bin                | 4              | 3             | 0              | 1           | 38                                | 3            | 49    | 08.   |
| Wenn einer dir 1000 Küsse verspricht            | 0              | 0             | 0              | 1           | 44                                | 3            | 48    | 09.   |
| Auf dem Wege nach Aschaffenburg                 | 0              | 0             | 0              | 3           | 38                                | 5            | 46    | 10.   |
| Alles rutscht mir aus den Händen                | 0              | 0             | 0              | 0           | 29                                | 17           | 46    | 10.   |
| Warum denn gleich aufs Ganze gehn               | 1              | 3             | 0              | 2           | 30                                | 8            | 44    | 12.   |